# Mecklenburg (Adelsgeschlechter)

Wappen derer von Mecklenburg (1742)

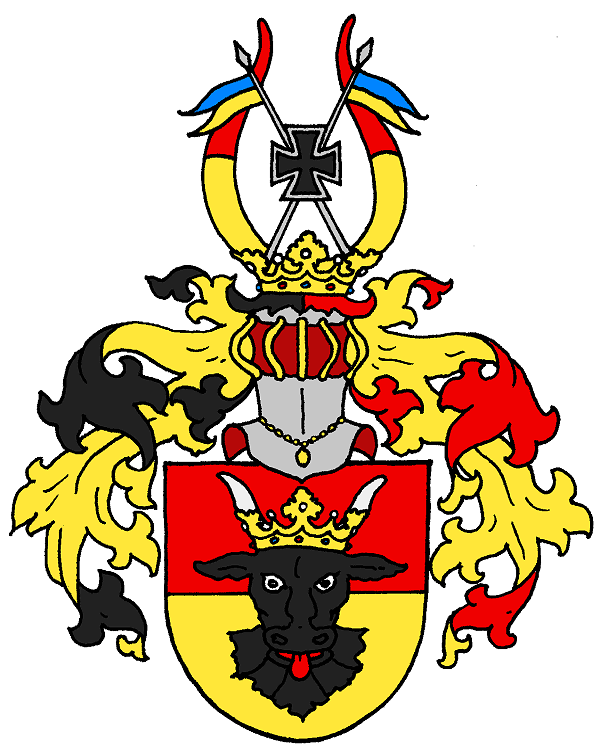
Wappen derer von Mecklenburg (1871)

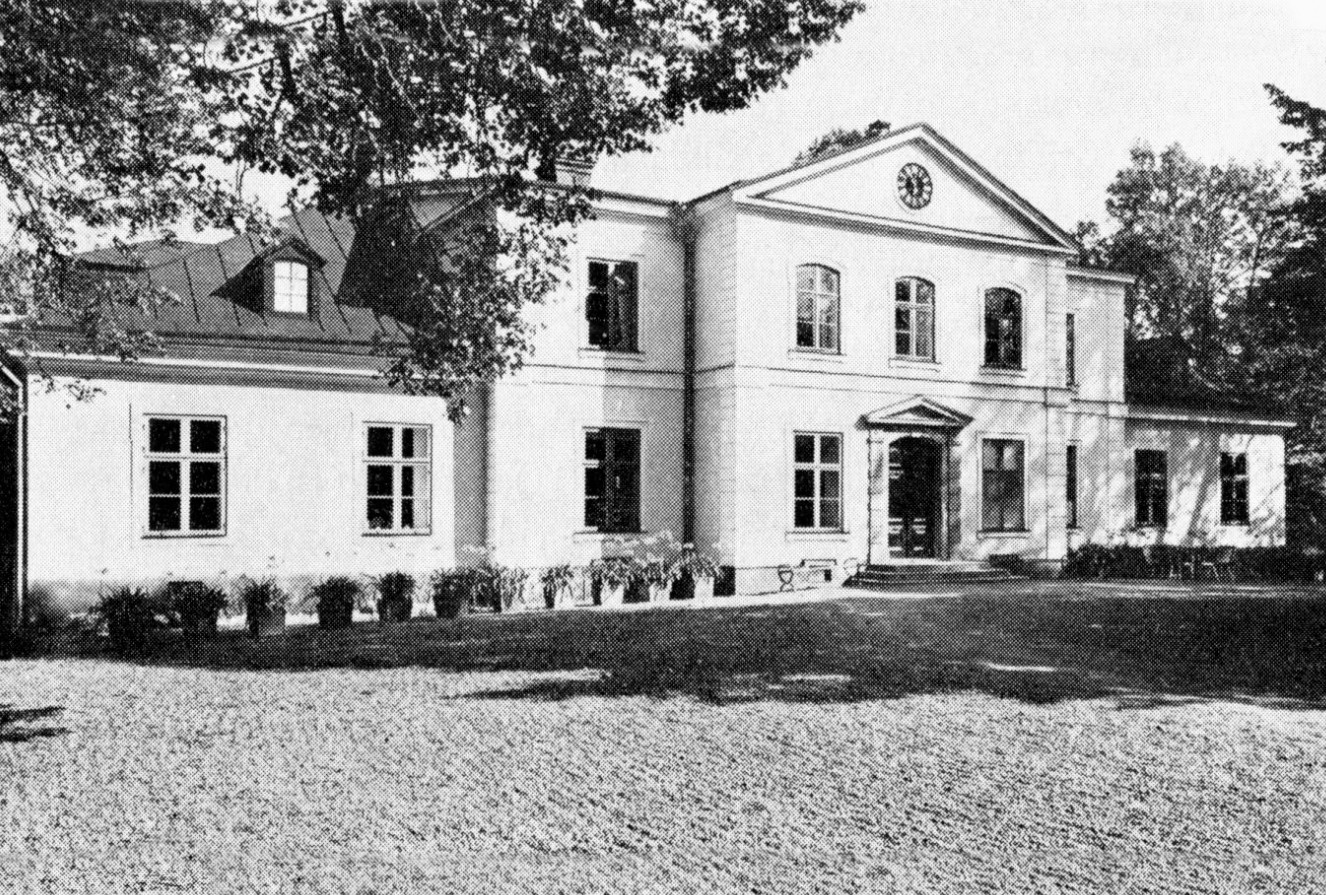
Herrenhaus Högsjö Gård (Schweden. 1968)

Mecklenburg ist der Name mehrerer ursprünglich mecklenburgischen, später auch schwedischer und preußischer Adelsgeschlechter.

## Geschlechter

### von Mecklenburg (1742)
Der mecklenburgische Herzog Friedrich Wilhelm I. erkannte aus seinen zahlreichen Affären zwei Söhne an und verlieh ihnen den Familiennamen Mecklenburg: Friedrich Wilhelm, den Sohn der Tochter des Kanzlers Wedemann, und Carl Ludwig, den Sohn von Sophie Magdalene von Plüskow († 1703). Beide wurden als „Herren von Mecklenburg“ in den Reichsadelsstand erhoben. Mit Friedrich Wilhelms Söhnen starb die von ihm gestiftete Linie aus. Carl Ludwig von Mecklenburg, Oberstleutnant und Erbherr auf Zibühl, Lübzin und Karcheez wurde 1742 in die Mecklenburgische Ritterschaft aufgenommen. 1770 erlangten Friedrich Wilhelm, Carl Ludwig und Carl Friedrich, Gebrüder von Mecklenburg, auf Gülzow und Boldebuck, die Rezeption. Sie gaben an, die Nachkommen von Carl Ludwig von Mecklenburg zu sein und wurden in konventioneller Form dann zeitversetzt in die Mecklenburgische Ritterschaft aufgenommen.
Im Einschreibebuch des Klosters Dobbertin befinden sich 20 Eintragungen von Töchtern der Familie von Mecklenburg von 1742 bis 1905 aus Zibühl, Gülzow, Lübzin, Boldebuck, Pantlitz und Wieschendorf zur Aufnahme in das dortige adlige Damenstift.

#### Standeserhöhungen in den Freiherrenstand
1863 erhielten die Brüder Claes, auch Klaes Philipp (* 1778; † 1841), und Axel von Mecklenburg aus der von General Philipp von Mecklenburg (* 1778; † 1841) mit Hedwig Gräfin von Rosen begründeten schwedischen Linie der Familie die Erlaubnis des schwedischen Königs, den Freiherrntitel zu führen. Axel Freiherr von Mecklenburg (* 1840; † 1914) wurde bereits in Schweden geboren, war Kammerherr, Hofmarschall und Hauptmann a. D. sowie später Rechtsritter des Johanniterordens. Er heiratete 1871 die Gutserbin Sigrid von Aken-Högsjö (* 1852; † 1930). Diese schwedische freiherrliche Unterlinie führt bis heute den Herrensitz Högsjö Gård in der Gemeinde Vingåker.
Ein weiterer genealogischer Bereich war die preußische freiherrliche Linie, verbunden mit den anderen genannten Zweigen durch die gemeinsame Mitinhaberschaft des Gutes Volksdorf. Die Nachkommen von Philipps Bruder Heinrich von Mecklenburg (* 1771; † 1862) mit Adelaide, geb. von Platen, auf Pantlitz (heute Ortsteil von Ahrenshagen-Daskow) wurden am 20. August 1865 nach dem Recht der Erstgeburt in den preußischen Freiherrenstand erhoben, der an den Besitz des Familienfideikommiss gebunden war. Eugenie Freiin von Mecklenburg-Pantlitz heiratete 1856 den Landrat Arnold Freiherr von Rosenberg. Letzter Vertreter dieser Hauslinie dort war Hugo Freiherr von Mecklenburg-Pantlitz (1845–1916).
Die mecklenburgische freiherrliche Unterlinie starb 1954 mit Märtha von Mecklenburg, verheiratet mit Roger Comte d’Autier, Marquis de la Roche-Briant, aus.

### von Mecklenburg (1871)
Ein weiteres Adelsgeschlecht von Mecklenburg geht zurück auf Ludwig Mecklenburg (urkundlich 1821; † 1849). Er war großherzoglich mecklenburg-schwerinischer Forstmeister in Zickhusen. Sein Sohn Friedrich Mecklenburg erhielt als königlich preußischer Major im Kürassierregiment 3 am 16. Juni 1871 in Berlin den erblichen preußischen Adelsstand als „von Mecklenburg“. Ob eine (uneheliche) Abstammung vom Herzogshaus besteht, ist zwar wegen des Familiennamens, geographischer und sozialer Herkunft des Stammvaters und Elementen des 1871 verliehenen Wappens nahegelegt, aber nicht nachgewiesen.

## Besitzungen
- Boldebuck, heute Ortsteil von Gülzow-Prüzen 1725–1789
- Gülzow, heute Gülzow-Prüzen 1736–1786
- Karcheez, heute Ortsteil von Gülzow-Prüzen 1725–1808
- Katelbogen, im Amt Bützow-Land 1786–1791
- Lübzin, im Amt Bützow-Land 1736–1786
- Mühlengeez, heute Ortsteil von Gülzow-Prüzen 1725–1831
- Schlackendorf 1801–1803
- Volksdorf bei Grimmen
- Wieschendorf, heute Ortsteil von Dassow im Klützer Winkel (Mecklenburg) 1833–1945 (Enteignung), 1990 zurückerworben[12][13]
- Zibühl, im Amt Bützow-Land 1736–1795
- Familienfideikommiss in Pommern 1880[14]: Pantlitz, Ahrenshagen, Todenhagen und Neuenlübke[15] im Kreis Franzburg, heute Ortsteile von Ahrenshagen-Daskow
- Ljung, Östergötland, Schweden 1862–1906.[16]
- Högsjö Gård, schwedische Provinz Södermanlands län, seit 1871

## Prozess

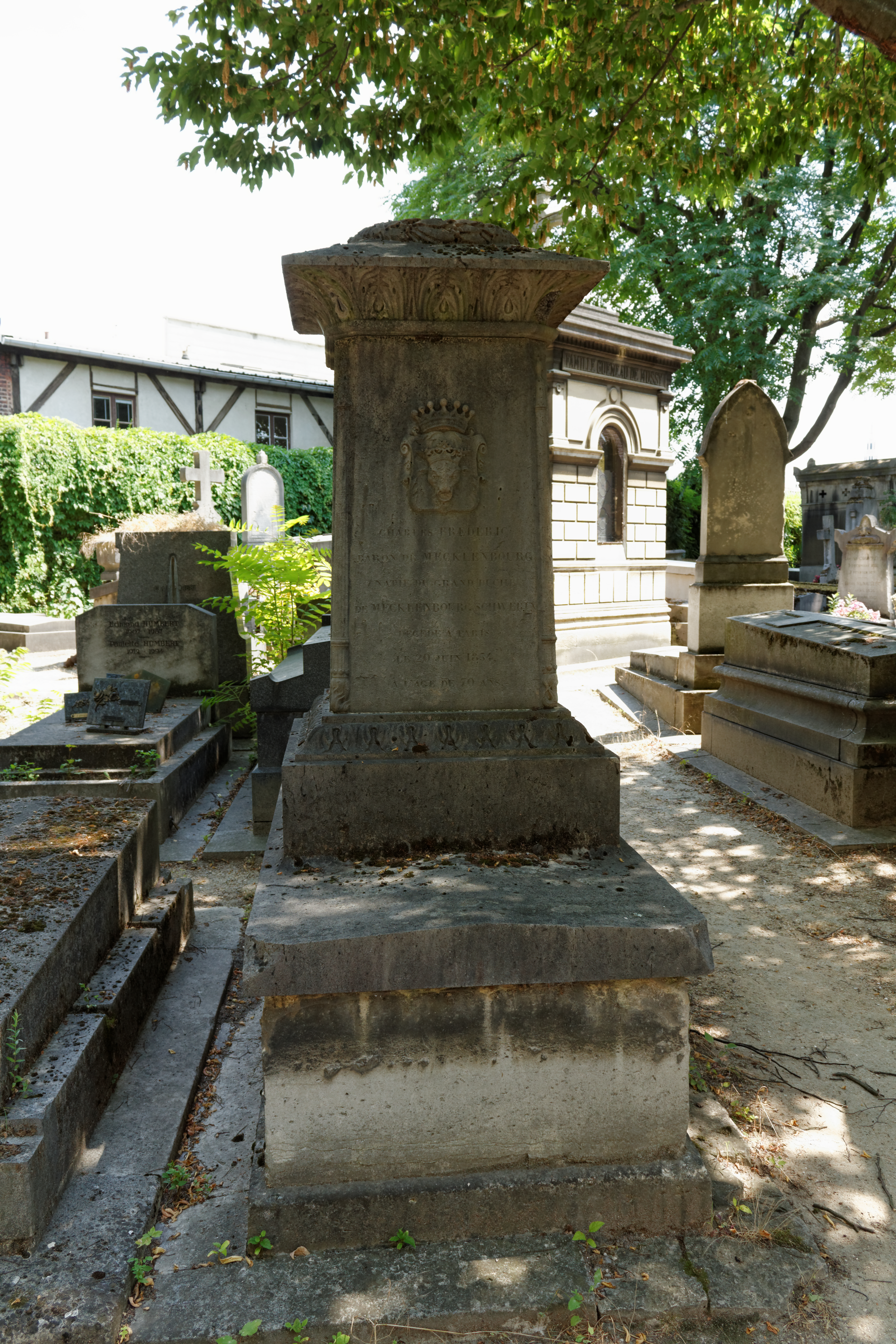
Grab von Karl Friedrich von Mecklenburg auf dem Pariser Friedhof Père-Lachaise

Über das umfangreiche Vermögen des 1854 in Paris verstorbenen Karl Friedrich von Mecklenburg  (* 23. Dezember 1784 in Lübzin; † 20. Juni 1854 in Paris) kam es zu einem größeren und seinerzeit berühmten Rechtsstreit.

## Wappen
- Das Wappen von 1742 entspricht dem herzoglichen Stammwappen. Es zeigt in Gold einen vorwärtsgekehrten schwarzen Büffelkopf mit herabhängendem Halsfell, silbernen Hörnern und roter Krone. Auf dem gekrönten Helm mit schwarz-goldenen Decken ein oben mit Pfauenfedern bestecktes Schirmbrett von fünf (blau, golden, rot, silbern, schwarz) Stäben, auf denen ein Büffelkopf liegt. Im Zusammenhang mit der Erhebung in den preußischen Freiherrenstand erfolgte 1865 eine Wappenmehrung durch zwei schwarze Büffel als Schildhalter.
- Das Wappen von 1871 zeigt in von Rot und Gold geteiltem Schild einen vorwärtsgekehrten, gekrönten, rot-bezungten, silbern-bewehrten, schwarzen Büffelkopf. Auf dem gekrönten Helm mit rechts schwarz-goldenen, links rot-goldenen Decken das Eiserne Kreuz vor zwei aufwärts geschrägten Ulanenlanzen mit von Blau und Gold geteilten Fähnlein zwischen zwei von Rot und Gold geteilten Büffelhörnern. Das Wappen ist ein in doppelter Hinsicht „redendes“: zum einen verweist es auf den Namen, da es wie die Mecklenburger Herzöge den Mecklenburger Stierkopf zeigt, zum anderen verweist es auf die Stammheimat im Großherzogtum Mecklenburg-Schwerin, da es eben nicht nur den Mecklenburger Stierkopf, sondern auch die Elemente des Wappens der Schweriner Grafen zeigt.

## Namensträger

L.[udwig] H.[ermann] v. Mecklenburg, Senior der Mecklenburgischen Landsmannschaft in Göttingen (1779)

- Philipp von Mecklenburg († 1841), schwedischer Generalmajor[18]
- Karl Friedrich von Mecklenburg (1784–1854), deutscher Offizier, Spekulant und Kunstsammler
- Diederich von Mecklenburg (1833–1893) war von 1872 bis 1880 Provisor im Kloster Ribnitz, von 1880 bis 1888 Provisor im Kloster Dobbertin, Neujahr 1888 zurückgetreten, von 1886 bis 1893 Landrat
- Friedrich Ludwig von Mecklenburg (1821–1884), preußischer Offizier, zuletzt Oberst